# Стужно
Стужно (пол. Stużno) — село в Польщі, у гміні Опочно Опочинського повіту Лодзинського воєводства.
Населення — 185 осіб (2011).
У 1975-1998 роках село належало до Пйотрковського воєводства.

## Демографія
Демографічна структура станом на 31 березня 2011 року:
|          | Загалом | Допрацездатний вік | Працездатний вік | Постпрацездатний вік |
| -------- | ------- | ------------------ | ---------------- | -------------------- |
| Чоловіки | 95      | 21                 | 66               | 8                    |
| Жінки    | 90      | 14                 | 49               | 27                   |
| Разом    | 185     | 35                 | 115              | 35                   |